# 小笠原語
小笠原語是一種基於英語並深受日語影響的克里奧爾語，使用於日本小笠原群島。
小笠原群島（又名博寧群島，意為“無人群島”）最初無人居住，19世紀初期，第一批居民來到父島，成為這個群島最早的定居者。這批居民來自不同的種族，說著18種歐洲語言和南島語系的語言，其中包括美式英語和夏威夷語。久而久之，發展成該群島獨特的一種皮欽語。後來，第二、第三代日本移民來到小笠原群島，使得這種英語混入了大量日語的元素，並被克里奧爾化。
直到20世紀時期，小笠原群島大部份居民在家中說小笠原語。1946年至1948年美國佔領小笠原群島後，島民在學校學習美式英語，在這時期的小笠原語詞彙開始急劇地偏向英語，但美國結束佔領並將小笠原群島移交日本之後，又恢復了向日語詞彙靠攏的趨勢，今日，小笠原群島的年輕人更傾向於使用日語的首都圈方言。